# Чандлер, Закария
Закария Чандлер (англ. Zachariah Chandler; 10 декабря 1813 — 1 ноября 1879) — американский политический деятель, был мэром города Детройт и сенатором от штата Мичиган, 12-й министр внутренних дел США. Чандлер был радикальным республиканцем и одним из ведущих политиков штата Мичиган в годы Гражданской войны и Реконструкции. В 1870-х годах примкнул к республиканской фракции «Стойкие» во главе с сенатором Роскоу Конклингом, которая поддерживала политику Реконструкции президента Улисса С. Гранта и выступала против реформы государственной службы, продвигаемой их оппонентами из фракции «Полукровки».

## Министр внутренних дел (1875—1877)
Чендлер был назначен министром внутренних дел президентом Улиссом С. Грантом в октябре 1875 года и проработал до 1877 года. В соответствии с рекомендациями и полномочиями президента Гранта он провел реформы и реорганизовал Министерство внутренних дел во время своего пребывания в должности. Предыдущий министр внутренних дел Колумбус Делано не был реформатором и небрежно позволил спекуляции распространиться по всему Министерству внутренних дел. Секретарь Чендлер уволил коррумпированных агентов в Бюро по делам индейцев, а также уволил и заменил комиссара по делам индейцев и клерка бюро. Вдобавок госсекретарь Чендлер запретил «индейским прокурорам» работать в Министерстве внутренних дел, которые обманом заставляли индейские племена платить за фиктивное представительство в Вашингтоне, округ Колумбия. Госсекретарь Чандлер полностью поддержал инициативу президента Гранта по политике мира, направленную на цивилизацию племен американских индейцев. Чтобы помочь в борьбе с коррупцией, Чендлер убедил президента Гранта назначить реформаторов Чарльза Т. Гормана из Мичигана помощником министра внутренних дел и Огастеса С. Гейлорда помощником генерального прокурора Министерства внутренних дел. Эти люди сыграли важную роль, помогая Чендлеру устранить внутреннюю коррупцию в Министерстве внутренних дел. В феврале 1876 г. Чендлер передал индейцев, отказавшихся покинуть свои охотничьи угодья из-за вторжения горняков в Блэк-Хиллз, в отдел военного министра Уильяма У. Белкнапа.

### Реформированное Бюро по делам индейцев
Когда Чендлер вступил в должность, он обнаружил, что Бюро по делам индейцев является самым коррумпированным из всех федеральных департаментов, находящихся в его ведении. Чендлер заменил комиссара Бюро и главного клерка. Чендлер незаметно исследовал Бюро и обнаружил коррумпированных назначенцев и подозрительные действия подчиненных. Чендлер приказал их удалить, но новый комиссар сказал, что эти люди ценны для Бюро, поэтому Чендлер воздержался от увольнения клерков. Президент Грант следил за деятельностью Чендлера и спросил, почему коррумпированные клерки в Бюро не были уволены. Чендлер ответил Гранту, что комиссар сказал, что без них невозможно управлять Бюро. Затем Грант приказал Чендлеру уволить коррумпированных клерков, даже если это означало закрытие Бюро. Чендлер немедленно обратился в Бюро и отдал приказ уволить подозреваемых клерков, что было незамедлительно выполнено. Это был единственный раз, когда Грант принимал непосредственное участие в реформировании федерального ведомства. Грант продолжал поддерживать Чендлера в его усилиях по реформе.

### Реформированное пенсионное бюро и земельное управление
Помимо Бюро по делам индейцев, Чендлер также тщательно исследовал Пенсионное бюро. В результате расследования были удалены мошеннические требования, что сэкономило федеральному правительству сотни тысяч долларов. В течение одного месяца своего правления Чендлер уволил всех служащих Пенсионного бюро, замешанных в коррупции. Чендлер поручил Гейлорду и Горману провести расследование в Земельном управлении, расследование которого обнаружило наличие спекулятивной комбинации «полукровок чиппева». Чендлер разорвал комбинацию и уволил всех участников, связанных с коррумпированной группой.

### Реформированное патентное ведомство
В течение первого месяца своего пребывания в должности Чендлер уволил всех клерков в одной комнате Патентного ведомства, объявив все рабочие места вакантными, полагая, что все клерки либо были замешаны в коррупции, либо им не хватало добросовестности для проведения реформ. Чендлер освободил комнату и поручил афроамериканскому носильщику запирать на ключ и не пускать людей в комнату, пока не будет найдена честная замена. Чендлер не обращал внимания на жалобы и предупредил человека, который считал, что его уволили несправедливо, не жаловаться в прессу. Чандлер без предупреждения инициировал расследование, назначив нового сотрудника, ответственного за ежемесячные платежные ведомости сотрудников патентного ведомства, взяв полные имена и адреса всех, кто их подписал. Было установлено, что почти двадцать сотрудников были фиктивными, созданными спекулятивной сетью для хищения федеральных денег из фонда заработной платы. Чендлер также разоблачил и устранил коррумпированных неквалифицированных клерков, которые наживались, сдавая свою работу внаем низкооплачиваемой замене. Чандлер упростил правила патентного ведомства, упростив получение патентов и снизив их стоимость для общества.

### Запрещённые индийские адвокаты
В декабре 1875 года Чандлер запретил «индейским прокурорам», лицам, которые утверждали, что представляют индейцев в Вашингтоне, работать в Министерстве внутренних дел. Фальшивые «агенты» вынудили индейские племена платить им 8 долларов в день плюс расходы в обмен на мошенническое представительство в законодательном органе в Вашингтоне в зимние месяцы. Другие агенты будут заключать договоры о приобретении земли в Индии в качестве обеспечения платежей. Пользуясь страхами индейцев, эти «адвокаты» говорили индейцам, что в Вашингтоне лишат их племенных прав, если они не примут их услуги. Чендлер запретил платить этим людям за предполагаемые услуги индейцам, заявив, что их претензии или представительство были незаконными и аморальными. Чендлер заявил: «... регулярно назначаемый индийский агент, Комиссия по делам индейцев и министр внутренних дел компетентны защищать и защищать права индейцев во всех отношениях ...» Запрет Чендлером «индейских поверенных» сэкономил индейским племенам большие суммы денег. 